# André de Albuquerque Maranhão Júnior
André de Albuquerque Maranhão Júnior (1799 — 1895) foi um político brasileiro.
Foi presidente das províncias da Paraíba, de 29 de outubro a 24 de dezembro de 1832, de 3 de fevereiro a 14 de março de 1843, e de 9 de agosto a 14 de agosto de 1844, e do Rio Grande do Norte, de 7 de julho de 1843 a 8 de janeiro de 1844.